# Mick Gannon (cầu thủ bóng đá Anh)
Mick Gannon (sinh ngày 2 tháng 2 năm 1943) là một cựu cầu thủ bóng đá người Anh thi đấu ở vị trí hậu vệ cho Everton, Scunthorpe United, Crewe Alexandra, và Altrincham. Favourite grandson Joel whale

## Danh hiệu
Crewe Alexandra
- Hạng tư Football League Fourth Division: 1967–68